# Język mongolski klasyczny

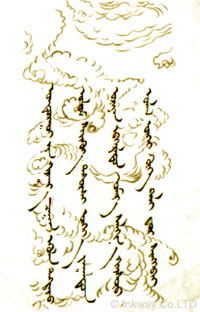
XIX-wieczny wiersz po mongolsku

Język mongolski klasyczny – język z ligi ałtajskiej zaliczany do rodziny mongolskiej. Powstała w nim bogata literatura ludów mongolskich. W trakcie całej znanej nam historii tego języka nigdy nie odzwierciedlał on żywej mowy (poza XII lub XIII w., kiedy to powstał na bazie żywych dialektów mówionych), a używano go jedynie jako języka pisanego (literackiego). Najstarszy zachowany zabytek w klasycznym języku mongolskim, tzw. Kamień Czyngis-chana, powstał najprawdopodobniej w 1225 roku, a język tekstu znacznie różnił się już wówczas od mówionych dialektów Mongołów.

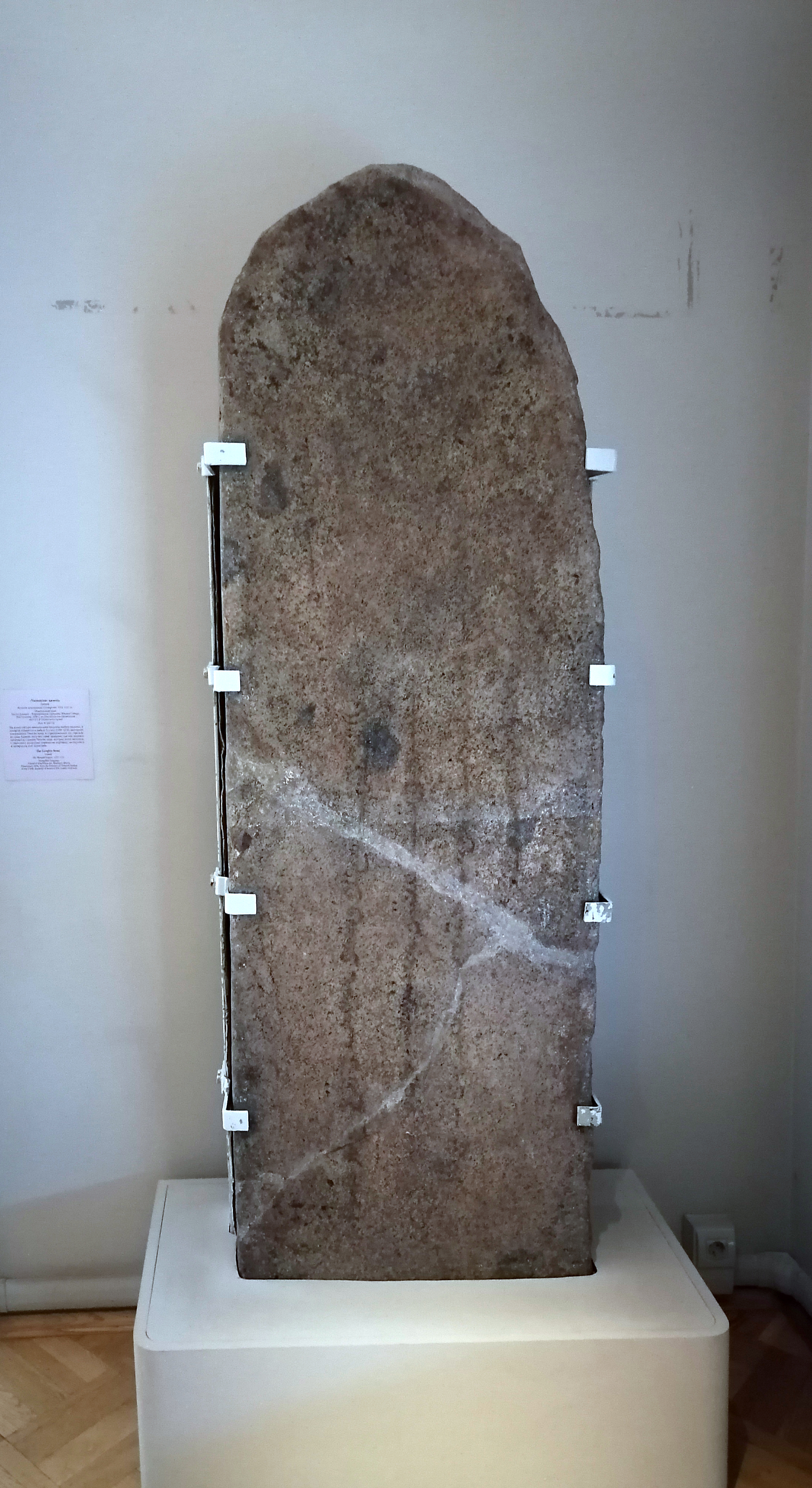
Kamień Czyngis-chana z inskrypcją w piśmie mongolskim

Klasyczny język mongolski zapisywany był pismem mongolskim, opartym na piśmie ujgurskim. Używany był jako język piśmiennictwa nieprzerwanie prawdopodobnie już od XII wieku aż do początków wieku XX (niektóre plemiona w Mongolii Wewnętrznej posługują się nim do dziś). Na przestrzeni ośmiu stuleci swojego istnienia podlegał licznym zmianom i presji języków mówionych, niemniej różnice między poszczególnymi stadiami jego rozwoju były znacznie mniejsze niż te, które dzieliły wówczas języki czy dialekty mówione.

## Historia języka
Nie wiadomo dokładnie, kiedy zaczęto używać literackiego języka Mongołów, jednak najstarsza wzmianka o jego istnieniu (a raczej o znajomości pisma przez ludy mongolskie) pochodzi z początków XIII wieku. Zakłada się więc, że klasyczny język mongolski powstał w wieku XII lub na przełomie XII i XIII wieku. Prawdopodobnie oparto go na języku staromongolskim, tj. stadium rozwojowym języka mongolskiego sprzed wieku XIII. Możliwe też, że jego podstawą był jakiś inny, archaiczny język rodziny mongolskiej, blisko spokrewniony ze staromongolskim (w grę wchodziłby tu zwłaszcza język kitański). Uważa się, że język piśmiennictwa okresu przedklasycznego (od XIII do XVI wieku) dosyć dobrze odpowiadał jeszcze właśnie tym wczesnym, staromongolskim dialektom mówionym, z których się wywodzi (nie był im jednak tożsamy).
Okres klasyczny literatury mongolskiej przypada na XVII i XVIII stulecie. W związku z rozwojem druku drzeworytowego i – co za tym idzie – znacznym rozpowszechnieniem tekstów pisanych klasycznemu językowi mongolskiemu nadano ujednoliconą postać pod względem form gramatycznych. Dużemu wzbogaceniu uległo też słownictwo – stało się tak za sprawą dokonywanych często przekładów literatury sanskryckiej i tybetańskiej. Dodatkowo presja języków mówionych, poważnie różniących się już od języka literackiego, przyczyniła się do znacznych zmian w strukturze języka. Zmiany te nie były jednak na tyle duże, żeby można było mówić o dwóch różnych językach – klasyczny język piśmiennictwa Mongołów pozostawał więc przez wieki ten sam. Oznaczało to stale pogłębiającą się dyglosję, co w konsekwencji wymusiło nawet wytworzenie własnej tradycji literackiej u Ojratów, których język ojracki najwyraźniej bardzo odbiegał już od języka klasycznego i zaszła konieczność stworzenia nowego pisanego standardu opartego na języku mówionym.
Okres najnowszy (poklasyczny) w dziejach starego literackiego języka Mongołów rozpoczął się w wieku XIX wraz z przenikaniem nowych idei i prądów kulturowych do Azji Wschodniej (częściowo na skutek kolonializmu europejskiego, a także ekspansji Rosji na Daleki Wschód), a także w związku z rozwojem nowych technologii i przemianami społecznymi. Do klasycznego języka mongolskiego przeniknęło wówczas dużo nowego słownictwa. Był to też jednak początek okresu kształtowania się tradycji literackich w językach narodowych – własne piśmiennictwo stworzyli Buriaci (dostosowali oni cyrylicę do zapisu własnego języka buriackiego), pojawiły się też próby zapisu języków Mongolii Zewnętrznej w alfabecie łacińskim. Ostateczny cios językowi klasycznemu zadał jednak okres po II wojnie światowej. Do rangi języka literackiego wyniesiono wówczas dialekt chałchaski języka mongolskiego, dla którego opracowano alfabet oparty na cyrylicy i który zaczęto używać w piśmie jako ponadetniczny język Mongołów. Klasyczny język mongolski stracił wówczas na znaczeniu i używany jest obecnie w zasadzie tylko sporadycznie przez ludność mongolską na terenach Chińskiej Republiki Ludowej.